# Obrium tavakiliani
Obrium tavakiliani är en skalbaggsart som beskrevs av Karl Adlbauer 2003. Obrium tavakiliani ingår i släktet Obrium och familjen långhorningar. Inga underarter finns listade i Catalogue of Life.